# Tofta skans
Tofta skans eller Skansen är en lämning efter en skans i Dörarps socken i Ljungby kommun i Småland. Skansen uppfördes i juni 1657 av Per Brahe den yngre i samband med Karl X Gustavs första danska krig. Den förstärktes 1658, men efter krigets slut fick skansen förfalla. Tofta skans är belägen på det smalaste stället mellan sjöarna Vidöstern och Flåren, där den gamla riksettan passerar Toftaån. Läget vid Lagastigen gjorde den strategiskt viktig och redan på 1470-talet hade en föregångare, Toftaholm, anlagts på Stenhusholmen i Vidöstern, en kilometer sydväst om Tofta skans.
Skansen är belägen på en grusåskulle med kallmurad front mot söder och väster. Den är 113 meter lång, 3 meter bred och upp till 1,3 meter hög. Den bildar en halvstjärnformig figur med två utåtriktade spetsar.